# 屈筋
屈筋（くっきん、英: flexor muscle）とは、骨格筋のうち、主に腕や脚などを曲げる時に使用される筋肉の総称。
骨格筋は屈筋と伸筋に分けられ、両者は拮抗する関係にある。例えば上腕の場合、腕を曲げるときに使われる上腕二頭筋が屈筋、反対に腕を伸ばすときに使われる上腕三頭筋が伸筋であり、上腕二頭筋に力が入っていると上腕三頭筋は緩み、逆に上腕三頭筋に力が入っていると上腕二頭筋が緩むという関係になっている。
猫背や反り腰では大腿四頭筋や腰方形筋、脊柱起立筋、頭板状筋、僧帽筋などの伸筋群が緊張している。バランスがとれたリラックスした姿勢ではこれらの伸筋群は緊張していないが、完全に弛緩はしておらずやや張りがある状態で筒状に身体を支えている。
また、肩こりや腰痛などはいずれも伸筋あるいは伸筋側の筋膜に痛みを生じているが、これは屈筋群の過緊張（拘縮）が持続し伸筋側に張力が持続的に働くことでその付近にトリガーポイントを生じ、ブラジキニンが放出されるためである。ブラジキニンによって筋膜や筋肉に多く存在するポリモーダル受容器で生化学的起電力が発生し、それが神経を通じて脳に伝わることで痛みとして認識される。
伸筋側の痛みがそこを揉んだり押したりしてもなかなか改善しないのは、屈筋側に原因があるためで、揉んだり押したりせず原因となっている拘縮した屈筋をゆるめることが痛みの改善において重要である。